# ألكساندر بيشكين
ألكساندر بيشكين (الروسية: Пышкин, Александр Олегович) مواليد 13 أبريل 1987 في سانت بطرسبرغ، هو لاعب كرة يد روسي يلعب كمحور. يلعب حاليا مع نادي سانت بطرسبرغ لكرة اليد ويحمل الرقم 13. مثل منتخب روسيا لكرة اليد.

## سجل المنافسة
شارك في البطولات التالية:
- بطولة العالم لكرة اليد للرجال 2015
- بطولة أوروبا لكرة اليد للرجال 2014

## روابط خارجية
- ألكساندر بيشكين على موقع الاتحاد الأوروبي لكرة اليد (الإنجليزية)